# Simeon Toribio
Simion Galvez Toribio (3. září 1903 – 5. června 1969) byl filipínský atlet, specialista na skok vysoký. Jeho osobní rekord byl rovné dva metry. Pětkrát za sebou vyhrál Hry Dálného východu. Na olympiádě v Los Angeles roku 1932 získal bronzovou medaili. Po ukončení sportovní kariéru vystudoval Siliman University a stal se právníkem a politikem, v letech 1941 až 1953 byl poslancem za obvod Bohol.

## Výsledky na olympiádě
- Letní olympijské hry 1928: 4. místo (191 cm)
- Letní olympijské hry 1932: 3. místo (197 cm)
- Letní olympijské hry 1936: 12. místo (185 cm)